# Кирлешти (Бузау)
Кирлешти (рум. Chirlești) насеље је у Румунији у округу Бузау у општини Нехоју. Oпштина се налази на надморској висини од 321 m.

## Становништво
Према подацима из 2002. године у насељу је живело 730 становника, од којих су сви румунске националности.